# Verbalerotik

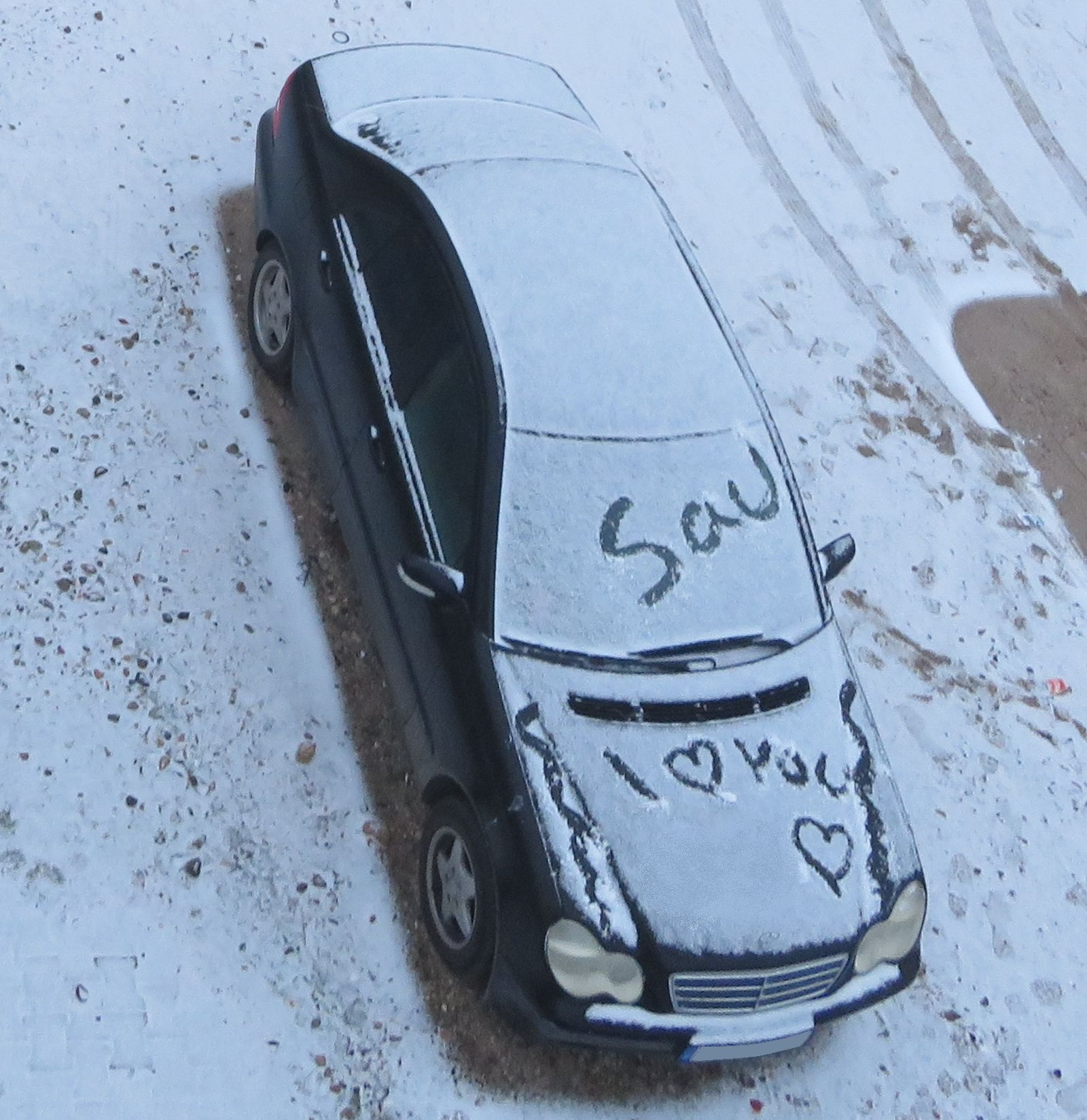
In den Schnee geschriebener Dirty Talk mit Liebeserklärung

Verbalerotik („schmutziges Reden“, englisch dirty talk) ist eine sexuelle Praktik und bezeichnet die Verwendung von erotisierenden oder anschaulichen und direkten Wörtern vor oder während des Geschlechtsverkehrs zur Erhöhung der sexuellen Stimulation.

## Sprache
Für viele Menschen hat die Sprache eine direkte Auswirkung auf den Grad ihrer sexuellen Erregung. Während einige Menschen eine eher sanfte und zärtliche Sprache (Kosenamen, „Liebesgeflüster“) während des Geschlechtsverkehrs bevorzugen, erreichen andere durch eine direkte, teils aggressive Form der Kommunikation einen höheren Grad der Erregung. Die Stimme, Klangfarbe und der Tonfall spielen eine wichtige Rolle bei der Verbalerotik. Je nach Zusammenhang kann ein und dasselbe Wort die unterschiedlichsten Bedeutungen annehmen, je nachdem ob Wörter, z. B. spitz, keuchend, scheinbar unbeteiligt, streng, lächelnd, anschmiegsam oder etwa hauchend, verwendet werden. Unausgesprochenes kann andererseits für erotische Spannung sorgen, und zu viel Offenheit kann öde wirken. Stummheit im Bett ist oft schambedingt. Einer Umfrage aus der Zeitschrift Lisa ergab, dass 36 Prozent der Leser Schwierigkeiten haben, mit dem eigenen Partner über sexuelle Wünsche und Vorstellungen zu sprechen und dass bereits 44 Prozent der Leser Verbalerotik nutzen.

## Partnerschaft
Diese „Lust am Wort“ setzt ein vertrauensvolles Verhältnis beider Partner voraus, die idealerweise „dieselbe“ Sprache sprechen, um sich nicht gegenseitig mit Worten zu verletzen. Zärtliche und intime Gespräche leiten oft eine sexuelle Handlung ein und sind in einer Beziehung von großer Bedeutung. Verbalerotik reicht über das Reden, über (unausgesprochene) Wünsche oder Bedürfnisse hinaus und bezieht das Reden selbst ins Liebesspiel mit ein. Es kostet oft Überwindung, Verbalerotik in das Liebesspiel zu integrieren. Anfänger kommen sich oft albern beim Benutzen unsittlicher („schweinischer“) Wörter vor und es bedarf Übung, um über diese Unsicherheit und Unbehaglichkeit hinwegzukommen. Ziel der Verbalerotik ist die Bereicherung und die hemmungslosere Gestaltung des Geschlechtsverkehrs sowie die gegenseitige Versetzung in Erregung. Damit beide Partner Verbalerotik genießen können, erkunden sie zuerst langsam die Reaktionen des Partners. Wichtig ist, dass das Vokabular bei der Verbalerotik den Partner nicht verletzt und der Beziehung der beiden Partner angepasst ist.

## Wörter
Die Auswahl an erotisierenden Wörtern ist groß, Liebespartner können:
- erotisierende Liebesschwüre ablegen
- mehrdeutige Bemerkungen machen
- genau beschreiben, was sie erregt oder sie gerade tun
- simple Reizworte nutzen: „hart“, „nass“, „ficken“
- Sexualorgane mit Eigennamen benennen
- einen bestimmten Akzent oder Dialekt imitieren, z. B. französisch, italienisch, bayerisch
- Szenesprache nutzen (erotisches Rollenspiel)
- eine gemeinsame, auf bestimmten Wörtern und Betonungen beruhende Sprache finden und benutzen (Schlüsselwörter)
- poetische oder fantasievolle Ausdrücke nutzen: „die Auster schlürfen“
- erotische Geschichten oder Phantasien erzählen
- literarische Anspielungen und Zitate einbringen
- spezielles Vokabular gebrauchen, ins Ohr flüstern
- Witziges, Frivoles, Schamloses, Anrüchiges, Verruchtes, Deftiges
- Unanständiges, Obszönes, Vulgäres, Tiernamen
- Unmoralisches, politisch nicht Korrektes, Fäkalsprache
- sich Befehle geben: „Bück dich“, „Leg dich auf den Bauch!“ oder „Waffe hoch!“
- sich beschimpfen: „Schlampe“, „Luder“, „Sau“
- sich erniedrigen und beleidigen als Variation von BDSM

Bei Telefonsex, Cybersex (Netiquette), SMS-Botschaften aber auch Liebesbriefen kommt es darauf an, den nichtsichtbaren Partner mit Worten zu erregen, ohne ihn zu belästigen oder zu beleidigen.
Einschüchterung in Verbindung mit sexueller Belästigung als Form von verbalem Missbrauch oder emotionale Manipulationen oder eine absichtlich hervorgerufene Betretenheit sind keine Verbalerotik (siehe auch Stalking).
Ist das sexuelle Erleben auf Gespräche sexuellen Inhaltes oder das Zuhören sexueller Texte fixiert, kann es sich um eine Paraphilie handeln.